# Макова війна
«Макова війна» (англ. The Poppy War) — дебютний роман Ребекки Кван 2018 року, виданий у Harper Voyager, перший роман у Трилогії «Макова війна». Події відбуваються в альтернативній версії Китаю середини 20-го століття, головний конфлікт роману, заснований на Другій китайсько-японській війні, а атмосфера натхненна династією Сун. У серпні 2019 року було випущено продовження, «Республіка Дракона» (англ. The Dragon Republic), а в листопаді 2020 року вийшла третя і заключна книга «Полум'яний Бог» (англ. The Burning God)
Редакційний директор Harper Voyager Девід Померіко придбав права на видання роману після аукціону, який відбувся в 20-й день народження Кван.

## Сюжет
Жинь живе у провінції Півня в прийомних батьків, які таємно торгують опіумом. Щоб уникнути небажаного шлюбу, вона готується до іспиту Кедзю, який дасть їй можливість отримати стипендію на навчання. Їй вдається отримати найкращий результат у своїй провінції і вступити на навчання до Сінеґарду, столиці імперії Нікан і бази імперської військової академії на півночі. Попри знущання інших студентів з кольору її шкіри та південного акценту, Жинь стає однією з кращих студенток. Вона подружилась з Кітаєм, сином міністра, але ворогує з Неджо, сином одного з воєначальників, які правлять Ніканом. Наприкінці першого року навчання, Жинь розуміє, що в неї є здібності до шаманства і весь наступний рік навчається у майстра Дзяна отримувати доступ до магії богів за допомогою медитації та психоделічних препаратів .
На країну нападає Федерація Муґен, студенти беруть участь в боях за Сінеґард. Жинь та Неджо разом відбивають атаки муґенців. Майстер Дзян використовує свої шаманські здібності для порятунку столиці і після цього зникає безвісти. Жинь відпраляють в портове місто Кхурдалайн, щоб вона приєдналась до Цике, підрозділу імперських вбивць, які мають шаманські здібності. Після смерті попереднього командира, підрозділом керує Алтань, з яким Жинь знайома з академії. Він єдиний вцілілий мешканець острова Спір. Багато років тому Ніканці завоювали острів і поневолили воїнів завдяки опіуму, а під час Другої Макової війни всіх мешканців убили муґенці. Алтань має зв'язок з богом спірлійців Феніксом і може керувати вогнем.
Чаґлань чує пророцтво від своєї богині і розуміє, що битви в цьому районі — обман, а метою було Ґолінь Ніїс, місто в якому зараз переховується імператриця. У зруйнованому місті вони знаходять Кітая та Венку. Жинь хоче помститися муґенцям і намагається отримати доступ до Фенікса, дізнавшись, що вона теж спірлійка. Разом з Алтанем вона йде до гірської в'язниці, де ув'язнюють колишніх членів Цике, які збожеволіли і вже не контролюють своїх сил. Там вони знаходять Дзяна, який ув'язнив себе після того, як втратив контроль над своєю силою. Він відмовляється їм допомогти і звинувачує Алтаня в тому, що він лише хоче помститися за свій народ. На виході з в'язниці муґенці захоплюють Жинь і Алтаня. Їх піддають науковим експериментам, які проводить мугенський доктор Шіро. Він говорить, що про їх місцезнаходження розповіла імператриця. Алтань і Жинь тікають, але Алтань мусить пожертвувати собою щоб Жинь змогла дістатись Спіру. На острові вона знаходить храм Фенікса, прикликає Бога і завдяки його силі знищує острів муґенців. Після цього вона прокидається на кораблі загону Цике та Кітая, який нажаханий вчинком Жинь. Алтань перед смертю призначив Жинь командиром. Вона вирішує помститися імператриці за зраду.

## Персонажі

### Жителі провінції Півня
- Фан Жунінь (Жинь) — головна героїня роману, сирота Другої Макової війни, живе у приймних батьків. На початку роману вступає до академії вчитись військовому ремеслу, має шаманські здібності
- Тітонька Фан — опікунка Жинь, торговиця опіумом
- Дядько Фан — опікун Жинь, торговець опіумом
- Кесегі — зведений брат Жинь
- Фейджик — учитель, який готував Жинь до вступу в академію

### Викладачі Академії Сінеґарду
- Дзіма Лайн — старша вчителька і командир військового резерву
- Дзюнь — майстер бойових мистецтв
- Їм — майстер історії
- Ірдзях — майстер стратегії, генерал Нікані
- Соннель — майстер озброєння
- Еньжо — майстер медицини
- Дзян — майстер вірування

### Студенти Академії Сінеґарду
- Кітай — першокурсник, син міністра оборони, має фотографічну пам'ять, найкращий друг Жинь
- Їнь Неджа — першокурсник, син воєначальна провінції Дракона
- Алтань Тренсиль — п'ятикурсник, спірлієць, найуспішніший студент академії
- Нян — першокурсниця, вивчає медицину
- Венка — першокурсниця, з дитинства вивчає бойові мистецтва

- Тобі — старшокурсник
- Жабань — старшокурсник
- Хань — першокурсник, син воєначальника провінції Коня, покинув академію після нападу на провінцію, щоб допомогти батьку
- Кужел — старшокурсниця, вивчає бойові мистецтва
- Арда — старшокурсниця, вивчає медицину

### Солдати 13-го підрозділу
- Туйр — командир, вбитий імператрицею під час завдання
- Чаґхань — лейтенант, вміє читати пророцтва, близнюк Цари
- Цара — близнючка Чаґханя, спілкується з птахами
- Жамса — наймолодший у підрозділі, займається боєприпасами
- Енькі — відповідальний за озброєння, спорядження та медикаменти, в тому числі опіум
- Бадзі — має зв'язок з богом Кабанів
- Суні — має зв'язок з богом Мавп
- Аратша — може керувати водою, більшість часу проводить у діжці з водою або у водоймах
- Унеґель — може перетворюватись в Лиса

### Інші
- Фейлень — шаман, має зв'язок з богом Вітру, ув'язнений в Чулуу Корікх після того, як не зміг більше контролювати власну силу
- Еїмчі Шіро — лікар муґенців, проводив дослідження на спірлійцях
- Теардзи — остання королева Спіру, вбила себе, щоб не випустити силу Фенікса
- Су Дадзі (Зміївна) — імператриця Нікану

## Натхнення
Кван писала «Макову війну» під час викладання в Китаї, через кілька днів після випуску книги вона отримала ступінь з історії Китаю в Джорджтаунському університеті. Написати роман її надихнуло дослідження китайської військової стратегії та колективної травми. Вона сказала: «Я вирішила написати фантастичне переосмислення двадцятого століття Китаю, тому що це була та історія, яку я не знаходила на книжкових полицях». Кван вирішила, що життя головної героїні роману Жинь має бути схожим на історію життя Мао Цзедуна. Сюжет роману заснований на реальній історії китайських війн і натхненний Опіумними війнами, війна між країнами Нікан і Муген заснована на Другій японсько-китайській війні та Нанкінській різанині .
За словами Кван великий вплив на її творчість мав анімаційний фільм «Аватар: Останній маг повітря», особливо характер Азули та стосунки між Зуко та Катарою. Гра Ендера, Наруто, Бліч, Dragon Age, Mass Effect, The Grace of Kings і Гра престолів також мали вплив на творчість Кван.

## Відгуки
Роман «Макова війна» став номінантом премії Nebula Award у 2018 році і був названий однією з найкращих книг року кількома виданнями та організаціями, зокрема The Washington Post, Time, The Guardian, Paste, Vulture, Bustle , і The Verge . Про нього схвально відгукнулись автори Фонда Лі, Джулі С. Дао та Камерон Герлі . Він також був номінований на Всесвітню премію фентезі як найкращий роман .
Publishers Weekly назвав книгу «сильним і драматичним початком кар'єри Кван», Майкл Нем, який писав для New York Daily News, назвав роман «Макова війна» амбітним початком трилогії. Він описав книгу як похмуру і фаталістичну історію про війну.
Ліла Ґарротт у «Локусі» дала роману більш критичний відгук: «Він добре написаний, але дуже шкода, що Кван вирішила применшити більш оригінальні елементи на користь матеріалу, який бачила раніше». У своєму коментарі Wired щодо фентезійних тропів Джейсон Кехе погодився, що матеріал не є «революцією» в жанрі, але сказав, що «Кван вдається достукатись до читача».